# Дълго те чаках
„Дълго те чаках“ (на турски: Seni Çok Bekledim) е турски сериал, излъчен през 2021 г и се състои от 13 епизода.

## Излъчване
| Сезон | Сезон | Епизоди | Начало на сезона  | Край на сезона   | Всички епизоди | ТВ сезон | ТВ канал |
| ----- | ----- | ------- | ----------------- | ---------------- | -------------- | -------- | -------- |
|       | 1     | 13      | 29 януари 2021 г. | 28 април 2021 г. | 1 – 13         | 2021     | Star TV  |

## Сюжет
Внимание:  Текстът по-долу разкрива сюжета на произведението (или части от него)!
Главният герой на тази романтична драма е успешният бизнесмен Кадир. Той се отдава изцяло на работата си и постоянно пътува. Работата му изисква неговото присъствие в различни части на света, за това не планира да създаде собствено семейно гнездо и да има деца. Разбира се, той има много приятели и не е лишен от женско внимание. Но може ли животът да се счита за завършен без истинска любов? Кадир си поставя този въпрос след като среща младата и красива художничка Айлиз. Двамата са с различен социален статус и имат голяма разлика във възрастта, но това което ги сближава е активното пътуване в името на професионалната реализация. Айлиз е силна и независима жена, която завладява Кадир със своята непоколебимост и в същото време крехкост и уязвимост.

## Актьорски състав
- Йозджан Дениз – (Кадир Ерен)
- Илхан Шен – (Ерол Ерен)
- Ирем Хелваджиоглу – (Айлиз Гоксу Ерен)
- Мустафа Угурлу – (Джамал)
- Канер Сахин – (Селахатин)
- Лила Гюрмен – (Михри)
- Тюркю Туран – (Мерием)
- Канер Сахин – (Селахатин)